# Sociologie náboženství

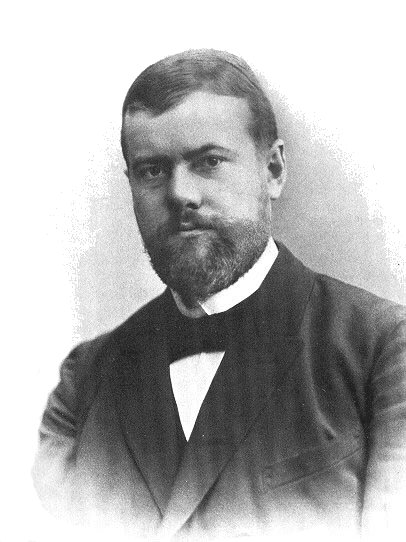
Max Weber, jeden ze zakladatelů moderní sociologie náboženství

Sociologie náboženství je vědní disciplína, která zkoumá mnohostranné vztahy mezi náboženstvím a společností. Zabývá se především studiem toho, jakým způsobem má náboženství vliv na utváření společnosti a obráceně. V rámci vysokoškolského studia většinou není vyčleňována jako studijní obor, je spíše vyučována v rámci společenských a humanitních věd, zejména pak sociologie a religionistiky.
Vznik sociologie náboženství spadá do 19. století. Za jejího předchůdce lze považovat především Augusta Comta a Karla Marxe, avšak za zakladatele moderní sociologie náboženství jakožto relativně samostatného vědního odvětví jsou považováni Max Weber a Émile Durkheim. Navazuje na ně řada modernějších autorů zejména z řad sociologů a religionistů, kteří pokračují v rozvíjení tohoto oboru. K hlavním představitelům moderní sociologie náboženství patří například Robert Bellah, Niklas Luhmann, Thomas Luckmann, Peter Berger a Rodney Stark.
Jedním z předních problémů, jakým se sociologie náboženství zabývá, je téma sekularizace náboženství a společnosti. V posledních desetiletích se do zájmu badatelů dostala problematika nových náboženských hnutí, zejména jejich vztahu k většinové společnosti.

## Dějiny

### Počátky
Vznik sociologie náboženství jako samostatné vědní disciplíny předcházel dlouhodobější myšlenkový vývoj. Její počátky byly úzce spojeny se vznikem samotné sociologie. První modernější úvahy o společnosti a jejím vztahu k náboženství se objevily v době osvícenství. Mezi nejvýznamnější předchůdce sociologie náboženství patří Ludwig Feuerbach, Auguste Comte a zejména Karl Marx. Comte, ovlivněn dobovým pozitivizmem a duchem evolucionismu, považoval náboženství za překonané, jehož následným stupněm je věda. Pro Feuerbacha je příznačná kritika náboženství, stejně tak pro Marxe, který na něj později navázal.

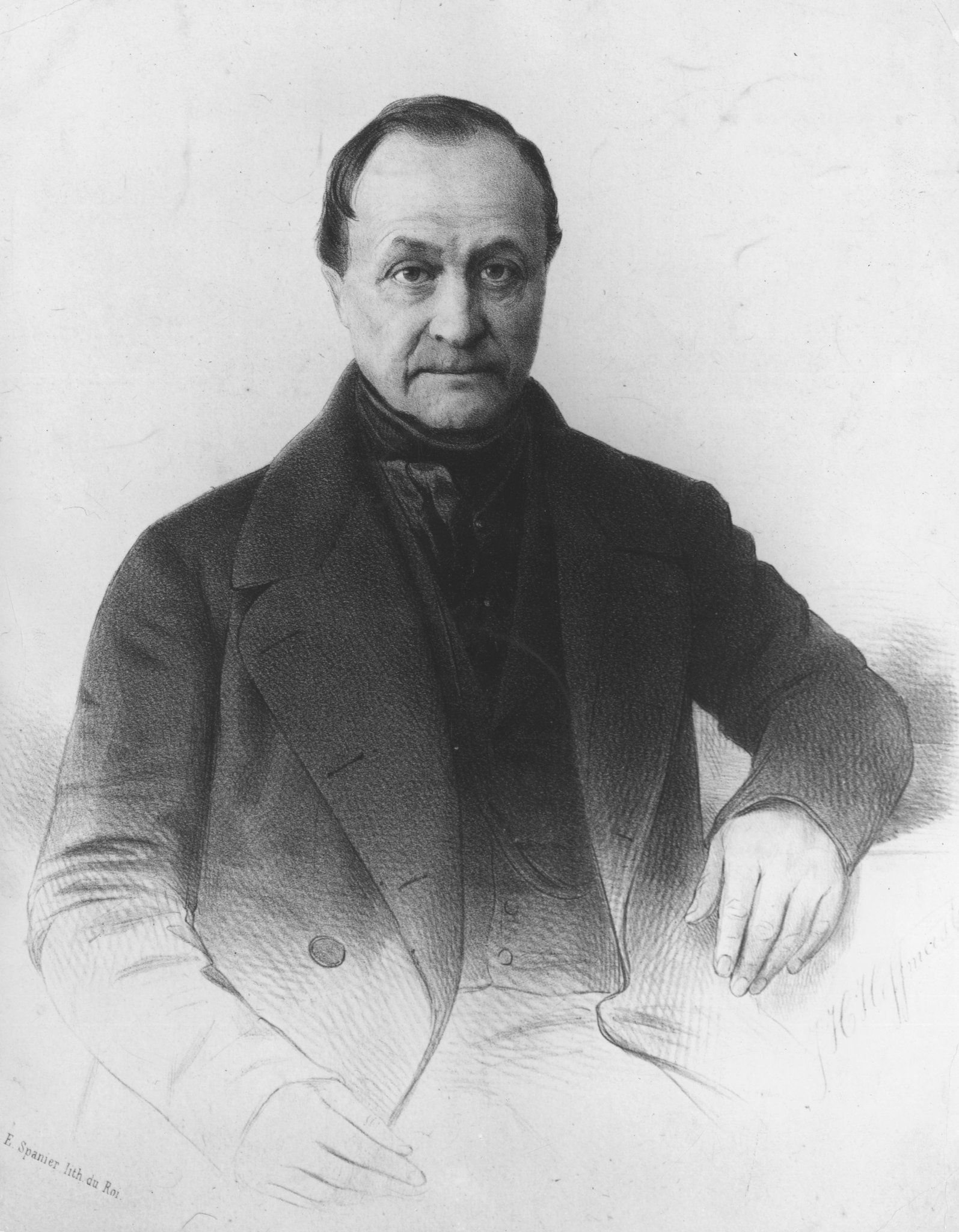
Auguste Comte, zakladatel sociologie a předchůdce sociologie náboženství

### Klasická sociologie
Za samotné zakladatele moderní sociologie náboženství jsou obvykle považováni Max Weber a Émile Durkheim - Weber se stal zakladatelem sociologie náboženství především v Německu a Durkheim ve Francii. Od počátku 20. století začali působit badatelé jako Marcel Mauss, Ernst Troeltsch či Georg Simmel, kteří výrazně přispěli k zformování sociologie náboženství. Tito badatelé však nevytvořili jednotnou školu, dokonce spolu takřka nekomunikovali.
Ještě před druhou světovou válkou v roce 1938 byla založena organizace s názvem American Catholic Sociological Society (Americká katolická sociologická společnost), která se v průběhu 60. let začala stále více zaměřovat na sociologii náboženství, což vyvrcholilo jejím přejmenováním v roce 1971 na Association for the Sociology of Religion (Asociace pro sociologii náboženství). Dnes organizace sdružuje více než 700 badatelů z celého světa s odborným zájmem o vztahy společnosti a náboženství.

### Poválečný vývoj
Po druhé světové válce se těžiště sociologie náboženství přesunulo z Evropy do Spojených států. Z amerických sociologů vynikl především Robert Bellah se svou teorií tzv. občanského náboženství. Jak u něj, tak i u dalších badatelů je stále znát vliv Émila Durkheima a do jisté míry i Maxe Webera. K dalším představitelů americké sociologie náboženství patří Peter L. Berger a Joachim Wach, který do USA emigroval ještě před válkou.
Zhruba od šedesátých let se většina sociologů přestává zabývat teoriemi, které by v sobě pojaly komplexitu vztahů mezi náboženství a společností, a začíná se specializovat na relativně úzká témata. Tato tendence badatelů je aktuální dodnes.

## Předmět studia
Sociologie náboženství využívá četných paradigmat, což se přímo odráží v hlavních rovinách přístupu, ze kterých k náboženství přistupuje: rovina společenská, individuální i rovina samotných náboženských skupin. V (celo)společenské rovině se sociologie náboženství snaží objasnit oboustranné vztahy náboženství a společnosti v dějinném kontextu lidstva (zde patří i problém sekularizace). V individuální rovině se naopak zaměřuje na jednotlivce a jeho vztahy k náboženským institucím (zejména problém konverze). Nakonec v rovině náboženských skupin se sociologie náboženství zabývá problematikou vzniku náboženských skupin a jejich působením ve společnosti.

## Klasičtí sociologové náboženství

### Karl Marx

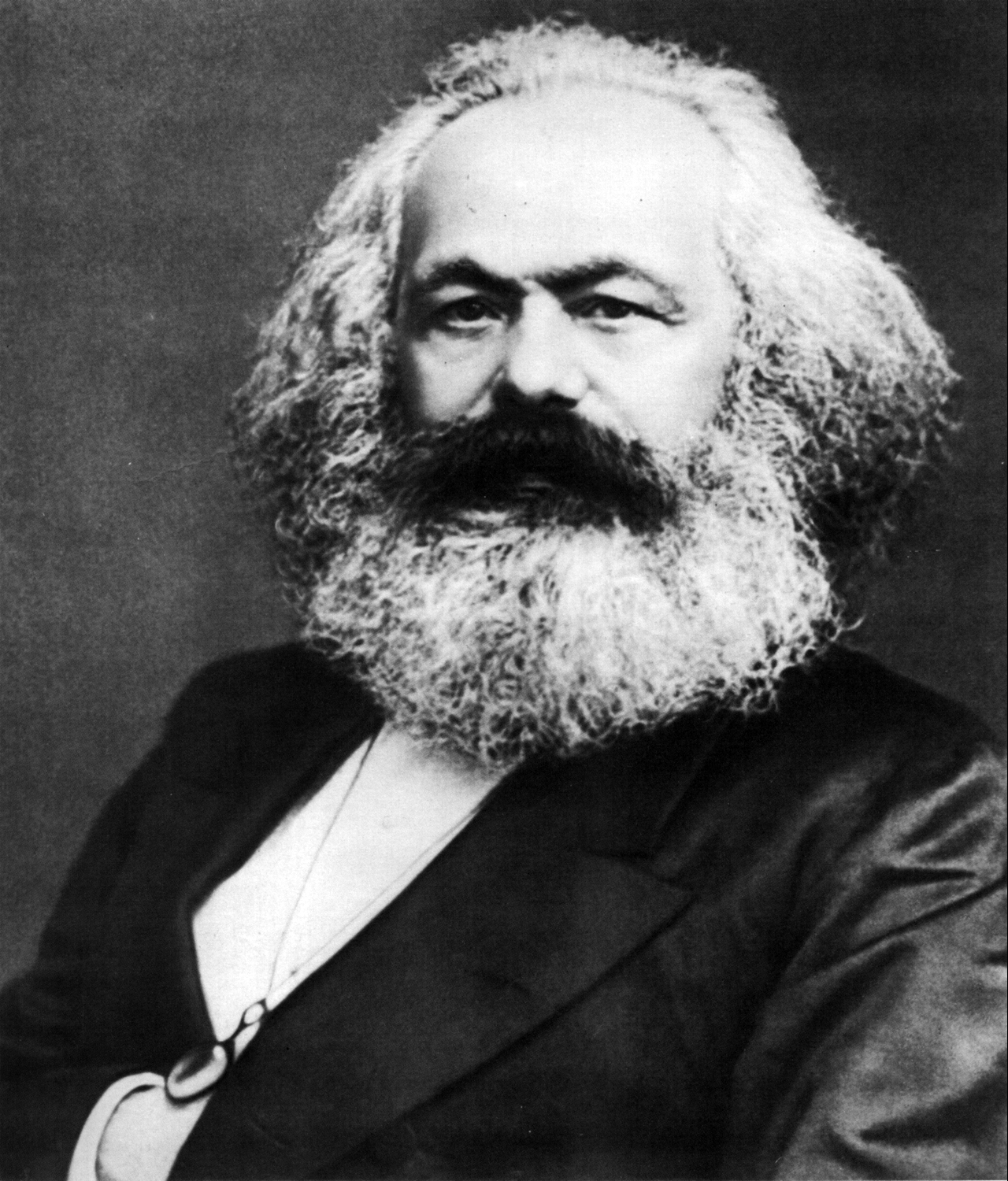
Karl Marx, s nímž je spojena především kritika náboženství

Je třeba podotknout, že Karl Marx nikdy nenapsal dílo, které by bylo cele věnováno náboženství, i když kritika náboženství tvořila důležitou součást jeho díla. Marx mimo jiné přímo vycházel z německého filozofa Ludwiga Feuerbacha, který ve své práci Podstata křesťanství z roku 1841 shrnul své dosavadní poznatky o náboženství. Feuerbach na náboženství pohlížel jako důsledek odcizení podstaty člověka sobě samému a jeho cílem bylo obnovení lásky člověka k člověku.
Marx tuto Feuerbacherovu kritiku převzal, podstatně rozvinul a aplikoval na vícero fenoménů lidské společnosti, mimo jiné i na náboženství. Náboženství je podle Marxe jedním z projevů falešného vědomí, vázaného na dané společenské a ekonomické podmínky odcizující člověka jemu samému. Marx se snaží rozkrýt ideologickou funkci náboženství, které stabilizuje stávající společenské poměry. Marxova kritika náboženství vrcholí v jeho často zmiňované pasáži, ve které praví, že: „Náboženská bída je jednak výrazem skutečné bídy a jednak protestem proti skutečné bídě. Náboženství je povzdech utiskovaných tvorů, cit bezcitného světa, duch bezduchých poměrů. Je to opium lidu“. V plně emancipované společnosti, kde je lidské odcizení zcela překonáno, se náboženství stává přebytečným.

### Max Weber
Německý sociolog Max Weber vyšel z teze, že stejně jako náboženská, tak i ekonomická či politická činnost jsou činnostmi duchovními, tedy nikoli materiálními. Díky tomu na sebe mají přímý vliv. Na základě analýzy šesti velkých světových náboženství (konfucianismu, hinduismu, buddhismu, křesťanství, islámu a judaismu) došel k závěru, že pro vznik kapitalismu v západních zemích byla klíčová náboženská etika protestantismu. Weber se v této koncepci opřel o texty kalvinismu.
V křesťanské (evropské) oblasti se od 16. století začaly prosazovat protestantské zásady, které s sebou nesly myšlenku těsného spojení člověka s prací, která vychází přímo od Boha. Tedy člověk je Bohem vyvolen k tomu, aby nezahálel a pracoval a byl morálně počestný. Tato skutečnost přímo vedla k hromadění majetku protestantů (kalvinistů) a vůbec růstu jejich materiálního bohatství. Tomuto růstu nebylo možno dost dobře zabránit, jelikož hýření Bůh zakazoval. Smyslové požitky z majetku a zahálení Bůh také zakazoval. Tyto protestantské ideje s sebou nesly i jasnou myšlenky asketismu. Ten se podle Webera projevoval např. ve vztahu člověka k zábavě či odpočinku - obojí je možné jen za předpokladu, že slouží k regeneraci, po které následuje opět práce či podnikání. K tomu, aby se takovéto protestantské myšlenky mohly šířit a vůbec vzniknout, je podle Webera třeba tzv. velkých proroků racionality, kteří měli na většinovou společnost rozhodující vliv. Mezi tyto proroky na západě patřili např. Martin Luther a zakladatel kalvinismu Jan Kalvín.

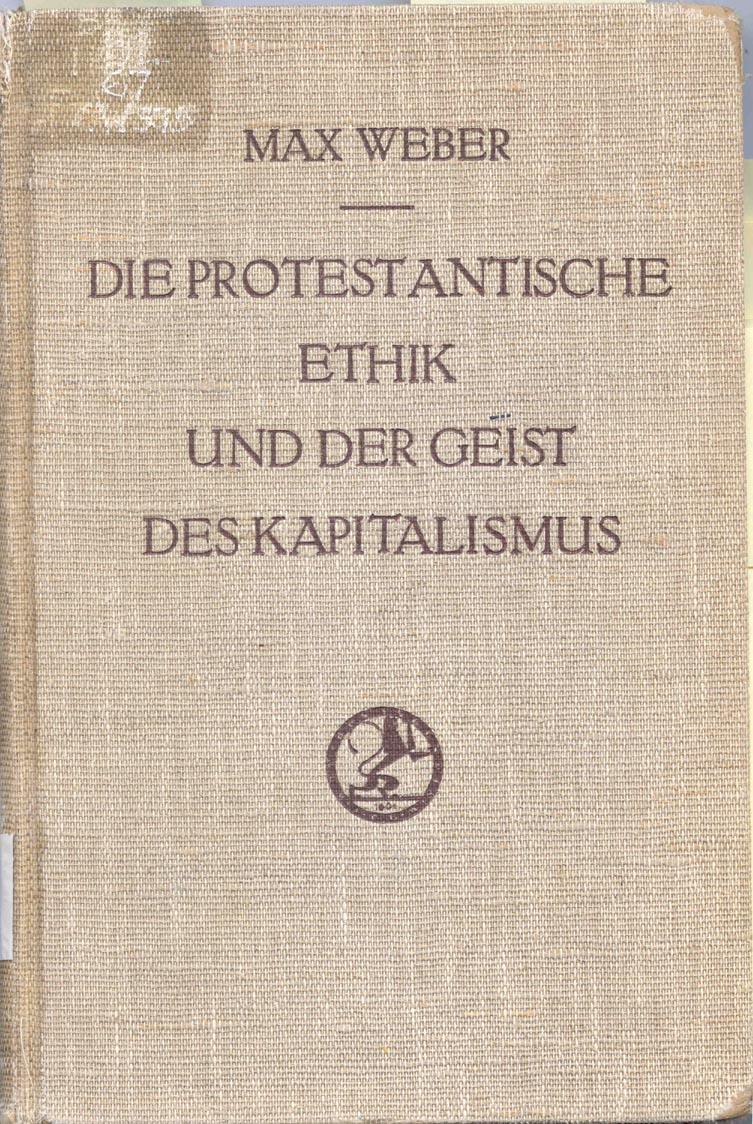
Původní přebal Weberovy knihy Protestantská etika a duch kapitalismu z roku 1905

Ve východních (asijských) oblastech převládaly zcela odlišné náboženské systémy než v západních zemích. Tato východní náboženství svými hospodářsko-etickými zásadami zabránila masovějšímu šíření kapitalistických myšlenek. I v asijské oblasti sice vystoupili proroci jako Buddha či Lao-c', ale ti příliš nezasahovali do společenského dění a jejich zájem se soustředil především na jednotlivce.
Tuto teorii Weber rozvinul ve své proslulé knize Protestantská etika a duch kapitalismu.

### Émile Durkheim
Asi nejznámější knihu, kterou Émile Durkheim napsal, se nazývá Elementární formy náboženského života (v originále Les formes élémentaires de la vie réligieuse) a poprvé byla vydána v roce 1912. Durkheim stál před dvěma základními přístupy, ze kterých bylo v jeho době na náboženství pohlíženo: přístup teologický a přístup racionalistický. Teologický pohled vysvětloval náboženství pomocí sobě vlastních metod, které byly do značné míry omezené. Naproti tomu racionalistický zacházel s náboženskými fenomény jako s něčím neskutečným, co ani není hodno studia. Durkheim odmítl oba tyto názory a vypracoval třetí možnou teorii, jak bylo možno na náboženství pohlížet.

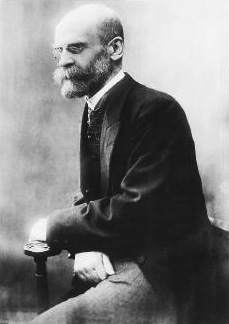
Émile Durkheim zdůrazňoval především společenskou funkci náboženství

Náboženství chápal jako ryze společenskou záležitost a zcela reálnou součást lidského společenství, kterou je třeba se hlouběji zabývat. Náboženství doslova definoval jako „jednotný systém víry a praktik vztahujících se k posvátným věcem, to jest k věcem odtažitým a zakázaným; systém víry a praktik, které sjednocují všechny své přívržence v jediném morálním společenství nazývaném církev“. Náboženství je podle něj tedy něčím, co utužuje společnost a co v ní má důležitou funkci - a to jak v malých společenstvích, tak v těch majoritních. Další důležitou úlohu podle Durkheima hraje náboženství při snaze jedince začlenit se do společnosti, v čemž lze opět spatřovat důležitost integrační funkce náboženství, jakou mu Durkheim přisuzoval.
Jak je patrno již z Durkheimovy náboženské definice, další důležitá úloha je Durkheimem připisována církvi. Pouze náboženství může vytvořit církev, což je asi největší rozlišovací prvek, jak jej lze odlišit od magie.

## Moderní sociologové náboženství
Moderních přístupů k náboženství je relativně velké množství. Následující příklady se snaží alespoň částečně pokrýt ty nejznámější.

### Niklas Luhmann
Německý sociolog Niklas Luhmann interpretoval náboženství na základě jeho funkce ve společenském systému. Náboženství pokládal za jakýsi nástroj, díky němuž je jedincům umožněna jejich skupinová i individuální identifikace. Luhman vyšel z teze, že společenský systém se nachází v prostředí, které je vždy větší než systém. Vůči prostředí se systém často nově vymezuje, a to na základě redukcí možností, které mu prostředí nabízí. Luhman po náboženství požadoval, aby se vymezovalo a přizpůsobovalo spolu se systémem aktuálnímu prostředí. Díky tomu lze Luhmana zařazovat k proudu evolucionistů a zároveň moderních kritiků náboženství, i když tyto kritické postoje vůči náboženství nejsou tak radikální jako u Marxe. Náboženství tedy považoval (např. vedle politiky či vědy) za jeden ze funkčních subsystémů, který se vyděluje ze společnosti.

### Robert N. Bellah
Robert Neely Bellah je americký sociolog a religionista. Zabýval se různými projevy a výroky politiků a prezidentů Spojených státu, aby prokázal jejich ovlivnění náboženskými myšlenkami. V roce 1967 publikoval později známý článek „Civil Religion in America“ (Občanské náboženství v Americe), ve kterém provádí rozbor těchto projevů. Mimo jiné došel k závěru, že když se J. F. Kennedy při své inaugurační řeči dovolával Boha, nemyslel tím žádného konkrétního Boha, je to jen důkaz zakořeněnosti náboženských hodnot ve společenském systému Ameriky. Častým projevem této skutečnosti může být např. uctívání národních válečných hrdinů či používání náboženských symbolů jako ozdobných prvků na různých budovách. Tento koncept se stal známý jako občanské (civilní) náboženství.
Náboženství tedy Bellah považuje za součást společnosti i státu a i přes současné snahy o sekularizaci náboženství a státu by měl být poměr státu k náboženství vstřícný a pozitivní. I přesto, že Bellah upozorňoval na nepřenosnost jeho teorie mimo americké území, byla tato teorie rozpracována i v jiných zemích.
Na náboženství nahlížel v evolucionistickém duchu, což z něj dělá představitele moderního evolucionismus, tzv. neoevolucionismu. Jeho evolucionistické myšlenky lze zřetelně rozpoznat v jeho rozčlenění náboženství do čtyřech fází evolučního vývoje, z nichž každá následující fáze představuje krok vpřed v osvobozování jedince ze společnosti a prostředí.
1. První fáze je období tzv. primitivního náboženství, kdy člověk začíná rozvíjet symbolické myšlení a církev je totožná se společností.
2. Ve druhé fázi, tzv. starověkého náboženství, se rozvíjí náboženský kult a mytologie.
3. Ve třetí fázi si člověk vytváří dualistickou představu odděleného světa bohů a lidí,
4. aby ji v posledním čtvrtém stádiu zavrhl.[28]

### Peter Berger
Americký sociolog Peter L. Berger sestavil spolu se svým dlouholetým spolupracovníkem Thomas Luckmannem teorii, pro kterou se vžil název „sociální konstrukce reality“. Podle Bergera je člověk zcela ojedinělou bytostí, jelikož na rozdíl od jiných obyvatel planety nemá přirozené prostředí, ve kterém by žil. Proto si toto prostředí musí neustále vytvářet. S tím souvisí jak budování hmotného, tak duchovního světa. Tato snaha je však nutně kolektivní záležitostí. Aby byli lidé schopni svět nadále budovat a tím jej udržovat a předávat dále, je pro ně klíčové, aby se nový jedinec vždy zapojil do této společnosti a sám započal s budováním sociálního prostředí. Veškeré aktivity, které směřují k vytváření této konstrukce reality, se zároveň podílí na vytváření řádu. Náboženství je pak podle Bergera nejrozšířenější a nejefektivnější prostředek, jak člověk legitimizuje tuto svou činnost a potvrzuje tak své počínání.

## Sociologie nových náboženských hnutí
V současné době se sociologie náboženství stále více zaměřuje na nová náboženská hnutí, dokonce se dá říci, že studium tohoto fenoménu v současné době patří ke klíčovým oblastem studia sociologie náboženství. V 60. letech byl zaznamenán velký nárůst nových náboženství, který vyvolal velký zájem především u sociologů náboženství. Mimo jiné vyvolala zájem sociologů zejména problematika příchodu a odchodu jedince ze skupiny, společenské předpoklady jejich vzniku a vůbec celkový vztah těchto skupin s většinovou společností.
Většina prací, které se věnují novým náboženským hnutím, využívá typologický rámec sekta-kult-církev. Pokud sociologie náboženství používá tyto výrazy, je to čistě bez hodnotícího významu. Různost pojetí těchto pojmů je u jednotlivých autorů značná. Existuje velká řada typologických vymezení těchto termínů, k nejznámějším patří např. typologie podle Miltona Yingera, Bryana Wilsona a Richarda Niebuhra.

## Česká sociologie náboženství

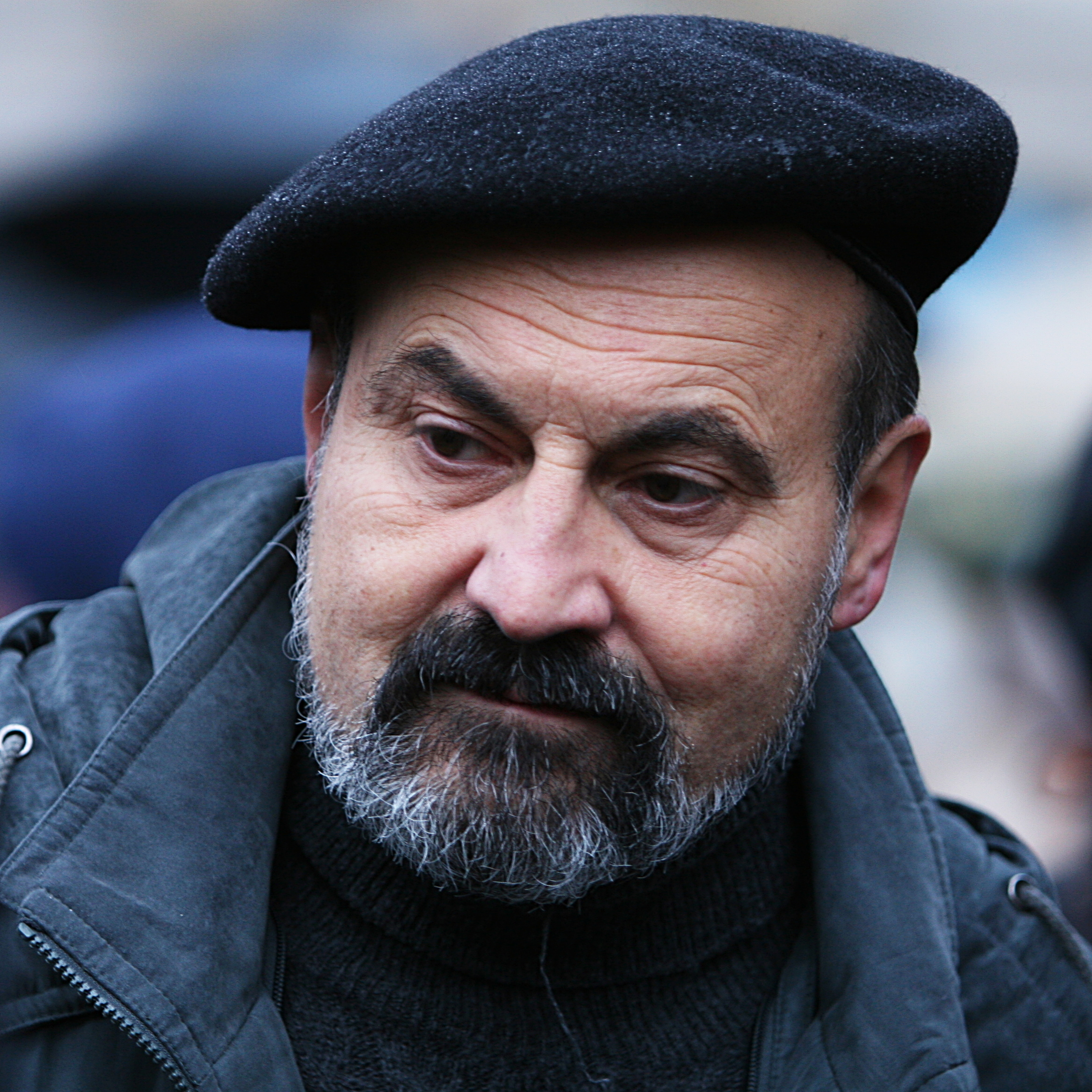
Tomáš Halík přednáší sociologii náboženství na Karlově univerzitě

Prehistorie české sociologie náboženství spadá již do druhé poloviny 19. století do spojitosti se studiemi vyšlými z katolické teologie a církevního práva. Tyto studie byly však značně vzdáleny moderním sociologickým přístupům, stejně jako ty v následujících letech. Lze tam zařadit i profesora T. G. Masaryka.  V období První republiky si sociologie náboženství v čele s Inocencem Arnoštem Bláhou víceméně vystačila s vyhodnocováním dat získaných při sčítání lidu apod. S uzavřením vysokých škol za druhé světové války česká sociologie náboženství málem zanikla. Během krátkého období mezi lety 1945-1948 se česká sociologie náboženství a vůbec česká sociologie vzpamatovává, aby s příchodem komunismu opět ustoupila do pozadí. 
Komunistický režim, podobně jako např. teologii či religionistice, rozvoji sociologie náboženství v Československu příliš nepřál. V 70. letech 20. století se navíc objevil vědecký ateismus, který do jisté míry zastoupil především humanitně a společensky zaměřené obory, mezi nimi i sociologii náboženství. Podle Zdeňka Nešpora „sociologie náboženství u nás v současnosti není právě kvetoucí disciplínou a hovořit o jejím zavedení po roce 1989 je vpravdě eufemismem“. Díky komunistickému režimu totiž česká religionistika i sociologie a tudíž i sociologie náboženství ztratila krok se světovou badatelskou obcí na tomto poli. To ovšem platí i o mnoha dalších oborech.
Badatelů, kteří se u nás věnují problematice tohoto oboru, je relativně málo a původních českých publikací také není mnoho. K nejvýznamnějším představitelům současné české sociologie náboženství patří Dušan Lužný, Zdeněk Nešpor a Tomáš Halík. Sociologie náboženství je u nás vyučována jako předmět na mnoha univerzitách, zejména v rámci studia sociologie, religionistiky a teologie.

#### Vybraná díla sociologie náboženství
- BERGER, Peter; LUCKMANN, Thomas. Sociální konstrukce reality: pojednání o sociologii vědění. Brno: Centrum pro studium demokracie a kultury, 1999. ISBN 80-8595-946-1.
- DURKHEIM, Émile. Elementární formy náboženského života: systém totemismu v Austrálii. Praha: Oikoymenh, 2002. ISBN 80-7298-056-4.
- WEBER, Max. Sociologie náboženství. Praha: Vyšehrad, 1998. ISBN 80-7021-240-3.